# Lellinge
Lellinge is een plaats in de Deense regio Seeland, gemeente Køge, en telt 691 inwoners (2008).